# オスロ・フィヨルド

オスロフィヨルドの地図

オスロ・フィヨルド（ノルウェー語: Oslofjorden、英: Oslofjord）は、ノルウェーの南東にある湾である。湾は内側（indre）と外側（ytre）に分けられる。オスロ・フィヨルドは17kmの長さがある、狭い海域（Drøbaksundet）である。オスロ・フィヨルド周辺に住んでいる人々の人口は、オスロを含め約170万人である。
その名前にもかかわらず、オスロ・フィヨルドは、地質学上フィヨルドではない。歴史的には、Viken（英語のBay（湾）に相当）として知られており、現在の名前になったのがいつか、またその理由は何かは分かっていない。
ノルウェー人の画家、エドヴァルド・ムンクはフィヨルドのオースゴールストランに小屋とスタジオを保有しており、『叫び』や『埠頭の少女』（Girls on the Pier）などにオスロ・フィヨルドが描かれている。
オスロ・フィヨルドは、クラス1世界パワーボートチャンピオンシップ（Class 1 World Powerboat Championship）の9つの開催地のうちの1つである。

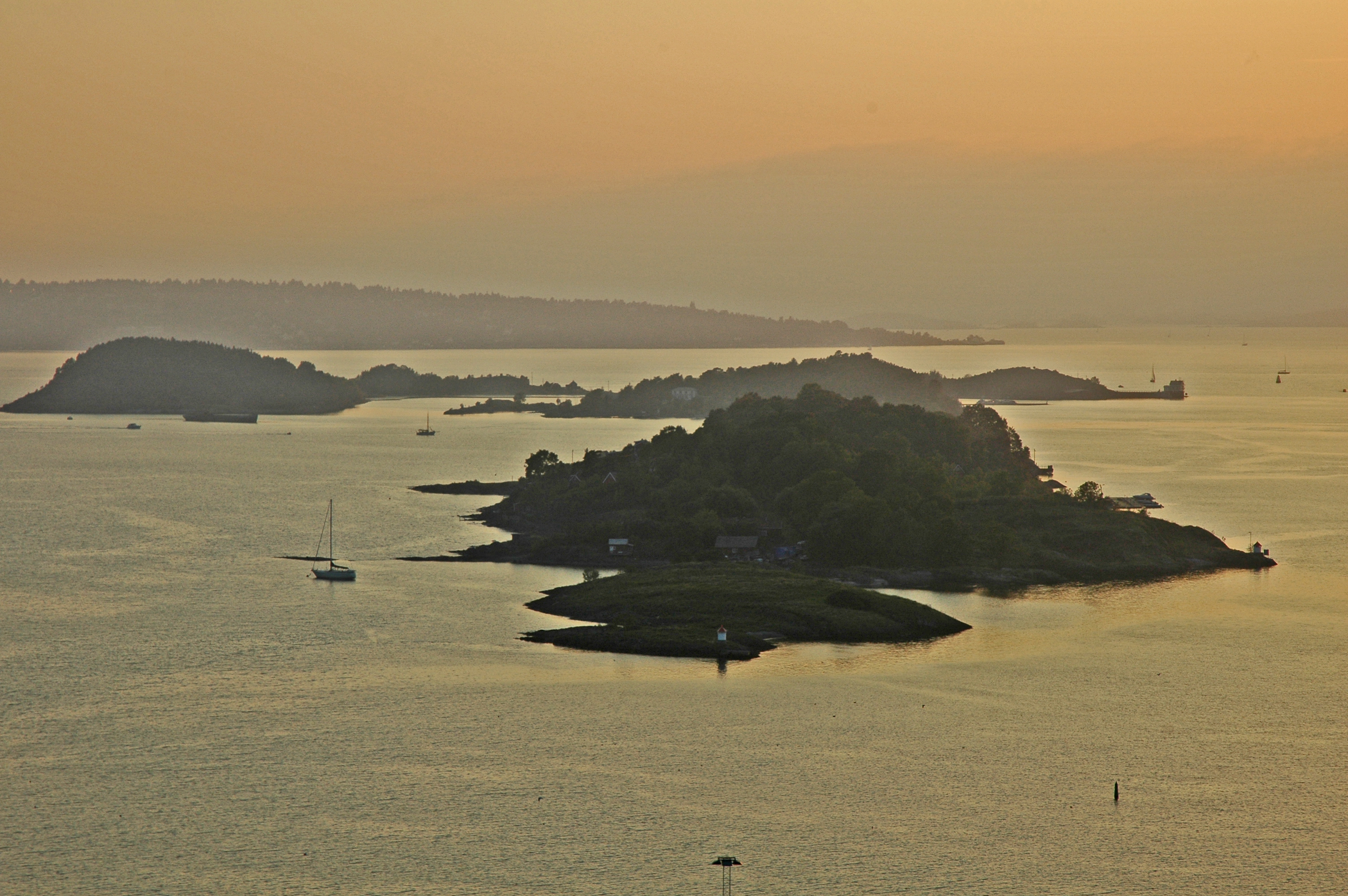
オスロのエケベルグから見たオスロ・フィヨルド

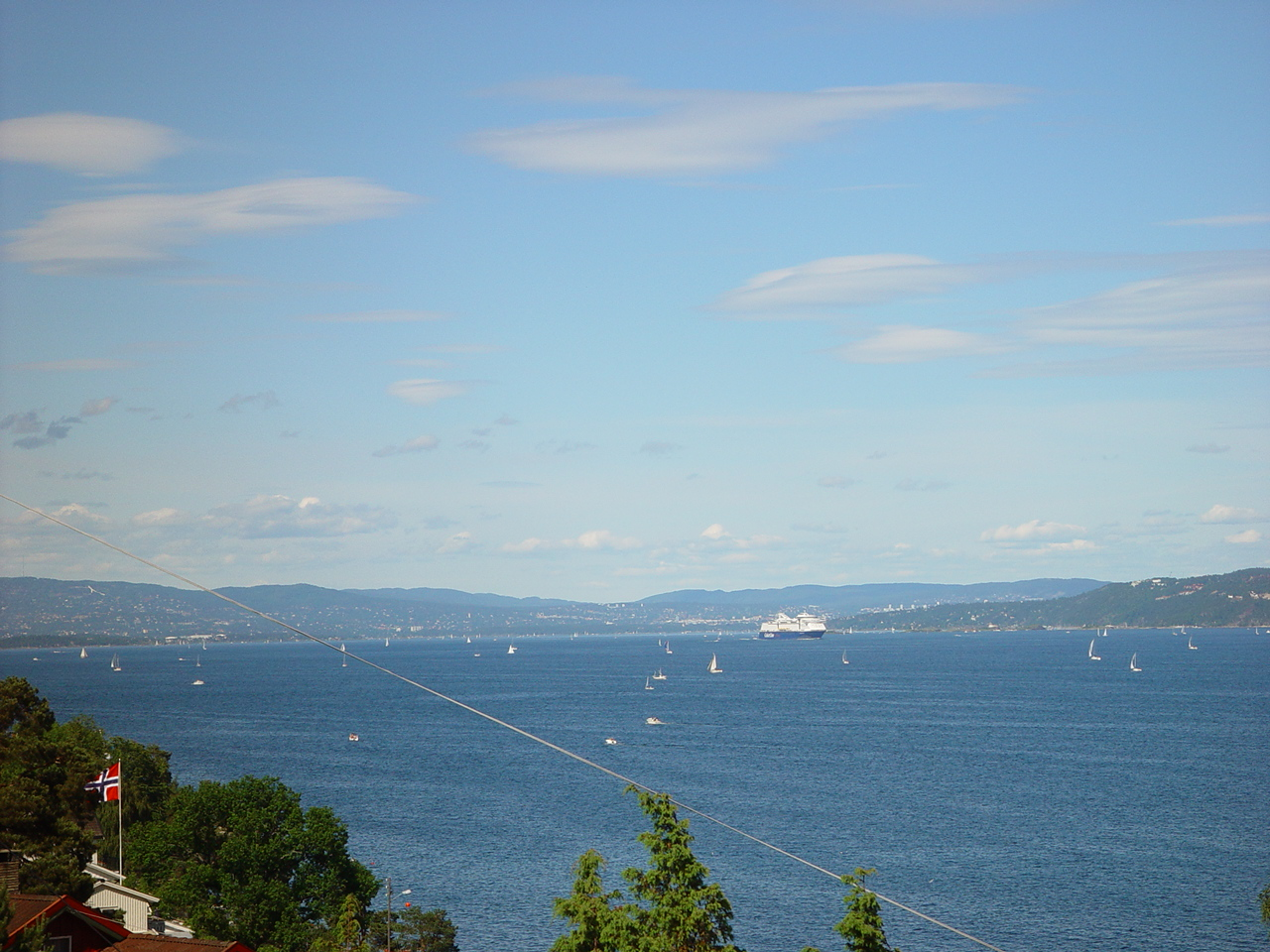
オスロ・フィヨルド、内側（indre）の様子

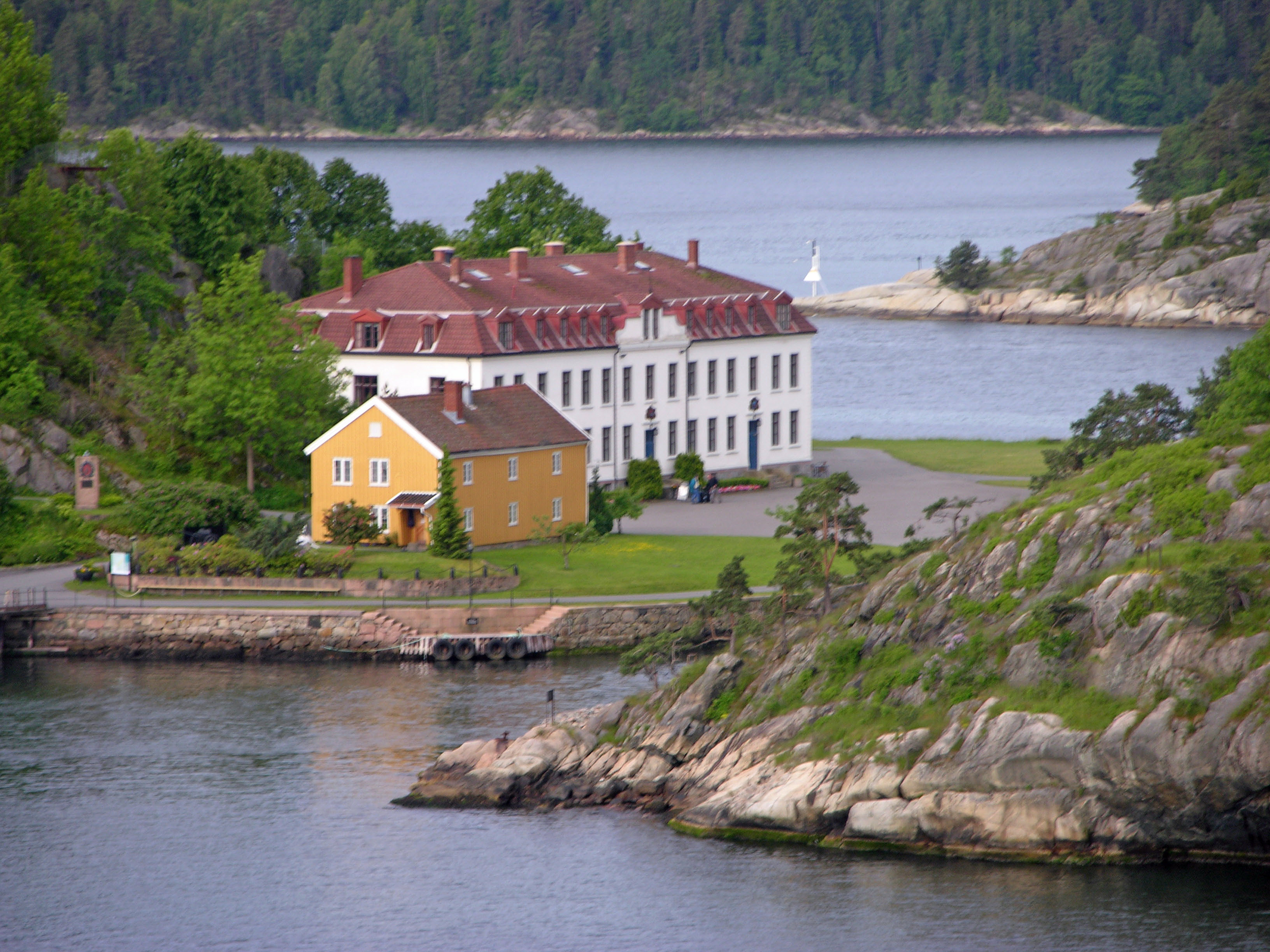
オスカースボルグの建物。ここでブリュッヒャーが沈んだ

オスロ・フィヨルドは、1940年のドイツ軍のノルウェー侵攻における重要な戦い（オスロフィヨルドの戦い）の舞台となった。ドイツによる侵攻は1千人の兵を船でオスロへ輸送する計画であった。ドローバック（Drøbak）近くのオスカースボルグ要塞（Oscarsborg festning）の指揮官であるビルゲル・エリクセン大佐は、ドローバック近くの峡谷においてドイツ重巡洋艦ブリュッヒャーを沈め、大きな戦果をあげた。
要塞の抵抗はオスロへのルートを遮断し、その結果、王室、政府、議会、資産を脱出させるのに十分な時間、残りの部隊を釘付けにすることに成功した。ドイツの占領後、クヴィスリング政権が傀儡政権として統治を行なったが、この時の脱出の成功は亡命政府の設立を容易にし、大戦中他の連合国からナチス被占領国としてではなく、連合国として扱われた。